# + +
[+ +] là đĩa mở rộng đầu tay của nhóm nhạc nữ Hàn Quốc Loona, được Blockberry Creative phát hành vào ngày 20 tháng 8 năm 2018. Đĩa được tái phát hành với tên gọi [X X] vào ngày 19 tháng 2 năm 2019. [+ +] là album đầu tay của một nhóm nhạc nữ bán chạy thứ hai tại Hàn Quốc năm 2018 với 52.823 bản được tiêu thụ. Tính đến tháng 5 năm 2020, album đã bán được 107.248 bản (bao gồm cả [X X]).

## Bối cảnh và phát hành
Tháng 10 năm 2016, Blockberry Creative công bố sẽ thành lập nhóm nhạc nữ đầu tiên của công ty với tên gọi Loona thông qua một dự án kéo dài 18 tháng. Từ tháng 10 năm 2016 đến tháng 1 năm 2017, các thành viên đầu tiên HeeJin, HyunJin, HaSeul và YeoJin được giới thiệu. Từ tháng 4 đến tháng 7 năm 2017, các thành viên tiếp theo ViVi, Kim Lip, JinSoul và Choerry được giới thiệu. Từ tháng 11 năm 2017 đến tháng 3 năm 2018, các thành viên cuối cùng Yves, Chuu, Go Won và Olivia Hye được giới thiệu. Tháng 8 năm 2018, Loona được công bố là sẽ chính thức ra mắt với mini-album đầu tay [+ +]. Album được phát hành vào ngày 20 tháng 8 năm 2018. Ngày 19 tháng 2 năm 2019, album được tái phát hành với tên gọi [X X] với năm bài hát mới, trong đó có đĩa đơn "Butterfly". Phiên bản này được phân phối bởi Kakao M.

## Đĩa đơn
"favOriTe" được phát hành với vai trò đĩa đơn mở đường của [+ +] vào ngày 7 tháng 8 năm 2018. Đĩa đơn thứ hai "Hi High" được phát hành đồng thời cùng với album vào ngày 20 tháng 8 năm 2018. "Butterfly" được phát hành với vai trò đĩa đơn của phiên bản tái phát hành [X X] vào ngày 19 tháng 2 năm 2019.

## Doanh số
[+ +] xuất hiện lần đầu tiên ở vị trí thứ hai trên bảng xếp hạng Gaon Album Chart, vị trí thứ tư trên các bảng xếp hạng World Albums Mỹ và Heatseekers Albums Mỹ, cũng như vị trí thứ 20 trên bảng xếp hạng Independent Albums Mỹ. [+ +] là album bán chạy thứ sáu tại Hàn Quốc trong tháng 8 với 41.583 bản được tiêu thụ. Ngày 15 tháng 10, sau khi vượt mốc 50.000 bản, [+ +] trở thành album đầu tay của một nhóm nhạc nữ bán chạy nhất năm 2018 cho đến khi kỷ lục này bị phá bởi Color*Iz của Iz*One. Với 52.823 bản được tiêu thụ, [+ +] là album đầu tay của một nhóm nhạc nữ bán chạy thứ hai, album của một nhóm nhạc nữ bán chạy thứ 15 và album bán chạy thứ 80 tại Hàn Quốc năm 2018.

### Phiên bản tái phát hành
[X X] xuất hiện lần đầu tiên ở vị trí thứ tư trên bảng xếp hạng World Albums Mỹ với 2.000 lượt tải về và 721.000 lượt nghe các bài hát. Album cũng đạt vị trí thứ 8 trên bảng xếp hạng Heatseekers Albums Mỹ và vị trí thứ 22 trên bảng xếp hạng Independent Albums Mỹ. Trên bảng xếp hạng Gaon Album Chart, album xuất hiện lần đầu tiên ở vị trí thứ 10 và sau đó vươn lên vị trí thứ 3 trong tuần tiếp theo. Đến nay album đã bán được 45.274 bản.

## Danh sách bài hát
| STT              | Nhan đề          | Phổ lời                                | Phổ nhạc                                                                            | Phối khí                                              | Thời lượng |
| ---------------- | ---------------- | -------------------------------------- | ----------------------------------------------------------------------------------- | ----------------------------------------------------- | ---------- |
| 1.               | "+ +"            |                                        | Hwang Hyun NOPARI GDLO (MonoTree) Artronic Waves Billie Jean (BADD) SlyBerry (BADD) | Hwang Hyun (MonoTree)                                 | 0:58       |
| 2.               | "Hi High"        | Jaden Jeong GDLO Hwang Hyun (MonoTree) | Hwang Hyun GDLO (MonoTree) Mayu Wakusaka                                            | Hwang Hyun GDLO (MonoTree)                            | 3:16       |
| 3.               | "Favorite"       | Kim Su-jung Jaden Jeong                | Billie Jean (BADD) Sophia Pae SlyBerry Kim Jin-hyeong (BADD)                        | Billie Jean (BADD) SlyBerry Kim Jin-hyeong (BADD)     | 3:14       |
| 4.               | "Heat" (열기)    | Seo Jung-Ah                            | Brooke Toia Daniel Caesar Ludwig Lindell Adelen Steen                               | Brooke Toia Daniel Caesar Ludwig Lindell Adelen Steen | 3:30       |
| 5.               | "Perfect Love"   | Le'mon                                 | Yun Jong Sung (MonoTree) Le'mon                                                     | Yun Jong Sung (MonoTree)                              | 3:42       |
| 6.               | "Stylish"        | Iggy (OREO) Lambo (OREO)               | Mike Macdermid Emma O'Gorman Marc Lian David Brant Iggy (OREO)                      |                                                       | 3:29       |
| Tổng thời lượng: | Tổng thời lượng: | Tổng thời lượng:                       | Tổng thời lượng:                                                                    | Tổng thời lượng:                                      | 18:09      |

| [X X]            | [X X]              | [X X]                                  | [X X]                                                                               | [X X]                                                   | [X X]      |
| STT              | Nhan đề            | Phổ lời                                | Phổ nhạc                                                                            | Phối khí                                                | Thời lượng |
| ---------------- | ------------------ | -------------------------------------- | ----------------------------------------------------------------------------------- | ------------------------------------------------------- | ---------- |
| 1.               | "X X"              |                                        | Kim Jinhyeong (BADD) SlyBerry (BADD) Billie Jean (BADD)                             | Kim Jinhyeong (BADD) SlyBerry (BADD) Billie Jean (BADD) | 0:48       |
| 2.               | "Butterfly"        | G-high (MonoTree) Jaden Jeong          | G-high (MonoTree)                                                                   | G-high (MonoTree)                                       | 3:57       |
| 3.               | "Satellite" (위성) | ZNEE (153/Joombas) Jaden Jeong         | David Amber Ashley Alisha (153/Joombas)                                             | David Amber                                             | 3:09       |
| 4.               | "Curiosity"        | Park Jiyeon (MonoTree)                 | G-high (MonoTree) Ashley Alisha (153/Joombas)                                       | G-high (MonoTree)                                       | 3:09       |
| 5.               | "Colors" (색깔)    | Dally Jaden Jeong                      | Billie Jean (BADD) Hiekee Kim Jinhyeong (BADD)                                      | Billie Jean                                             | 3:15       |
| 6.               | "Where You At"     | Park Jiyeon (MonoTree)                 | Daniel Kim Mekay Ylva Dimberg                                                       | Daniel Kim                                              | 3:27       |
| 7.               | "Stylish"          | Iggy (OREO) Lambo (OREO)               | Mike Macdermid Emma O'Gorman Marc Lian David Brant Iggy (OREO)                      |                                                         | 3:29       |
| 8.               | "Perfect Love"     | Le'mon                                 | Yun Jong Sung (MonoTree) Le'mon                                                     | Yun Jong Sung (MonoTree)                                | 3:42       |
| 9.               | "Heat" (열기)      | Seo Jung-Ah                            | Brooke Toia Daniel Caesar Ludwig Lindell Adelen Steen                               | Brooke Toia Daniel Caesar Ludwig Lindell Adelen Steen   | 3:30       |
| 10.              | "favOriTe"         | Kim Su-jung Jaden Jeong                | Billie Jean (BADD) Sophia Pae SlyBerry Kim Jin-hyeong (BADD)                        | Billie Jean (BADD) SlyBerry Kim Jin-hyeong (BADD)       | 3:14       |
| 11.              | "Hi High"          | Jaden Jeong GDLO Hwang Hyun (MonoTree) | Hwang Hyun GDLO (MonoTree) Mayu Wakusaka                                            | Hwang Hyun GDLO (MonoTree)                              | 3:16       |
| 12.              | "+ +"              |                                        | Hwang Hyun NOPARI GDLO (MonoTree) Artronic Waves Billie Jean (BADD) SlyBerry (BADD) | Hwang Hyun (MonoTree)                                   | 0:58       |
| Tổng thời lượng: | Tổng thời lượng:   | Tổng thời lượng:                       | Tổng thời lượng:                                                                    | Tổng thời lượng:                                        | 35:59      |

## Bảng xếp hạng
| Bảng xếp hạng (2018)                 | Thứ hạng cao nhất |
| ------------------------------------ | ----------------- |
| Album nhạc số Pháp (SNEP)            | 120               |
| Album Hàn Quốc (Gaon)                | 2                 |
| Album Hoa Kỳ Heatseekers (Billboard) | 4                 |
| Album Hoa Kỳ Independent (Billboard) | 20                |
| Album Hoa Kỳ World (Billboard)       | 4                 |

| Bảng xếp hạng (2018)              | Thứ hạng cao nhất |
| --------------------------------- | ----------------- |
| Album nhạc số Pháp (SNEP)         | 55                |
| Album Hàn Quốc (Gaon)             | 3                 |
| Heatseekers Albums Mỹ (Billboard) | 8                 |
| Independent Albums Mỹ (Billboard) | 22                |
| World Albums Mỹ (Billboard)       | 4                 |

## Giải thưởng

### Danh sách cuối năm
| Phiên bản | Ấn phẩm   | Giải thưởng                               | Thứ hạng | Chú thích |
| --------- | --------- | ----------------------------------------- | -------- | --------- |
| [+ +]     | Billboard | Top 20 album K-pop xuất sắc nhất năm 2018 | 17       | [ 35 ]    |
| [X X]     | Billboard | Top 25 album K-pop xuất sắc nhất năm 2019 | 5        | [ 36 ]    |

## Chi chú
1. ↑  phiên bản tái phát hành
2. ↑  phiên bản tái phát hành